# ファング鈴木
ファング鈴木（ファングすずき、1968年4月17日 - ）は、日本の元女子プロレスラー。本名は鈴木 知子（すずき ともこ）。静岡県浜松市出身。

## 経歴・戦歴
ミキハウス柔道部を経て、藪下めぐみと坂井澄江を追う形で吉本女子プロレスJd'に入門。Jd'入門テスト時は29歳だったにもかかわらず年齢を1歳下にごまかして受験し、合格後、罪悪感を覚えて訂正（「女子プロレス新世代総登場」に記載）
1997年
- 10月22日、東京・後楽園ホールにおける対小杉夕子、KAZUKI戦でデビュー（パートナーは龍羅（後のドレイク森松））。

その後、ザ・ブラディーとのコンビ「ザ・シェイド・ブレイカーズ」でTWFタッグ王座を獲得するなど、Jd'の主力として活躍した。
2002年
- 5月15日、栗栖ジム第59回興行(大阪府立体育会館第２競技場)に参戦。

2003年
- 11月～12月、全日本女子のタッグリーグ・ザ・ベスト03に参加（パートナーはサソリ）。最終戦で１勝。

2004年
- 4月にJDスターのオーナーの方針に反発してブラディーらと共に退団して「チームOK」を結成。
- 6月6日、全日本女子(東京・後楽園ホール)に「team OK提供試合」としてと組みMARUと組みザ・ブラディー＆斎藤啓子組と対戦。MARUがブラディーの丸め込みで敗北。
- 7月3日、JDスター『格闘美7』（新木場1stRING)に参戦。秋山恵と対戦しバックドロップで勝利。
- 7月11日、ジャガー横田主催興行『伝心～昼の部』(新木場1stRing)においてジャガーズ杯争奪ワンデイタッグトーナメントにドレイク森松と組み参戦。1回戦敗退。
- 7月19日、JDスター『格闘美9』(後楽園ホール)に参戦。クロウとタッグを組み桜花由美＆秋山恵組と対戦。ファングが張り手からの体固めで秋山から勝利。
- 7月30日、ウッチー興行「女子プロレスLive-A～女子十二伝説」（千葉・FFエンターティメントアリーナ）に参戦。第1試合でKAZUKIとシングル、第3試合で武藤とシングルを行う。
- 8月22日、全日本女子(栃木・ＪＲ宇都宮駅東口広場特設)にて「team OK提供試合」としてザ・ブラディーと対戦。丸め込みで敗北。
- 8月29日に開催された総合格闘技大会「Love Impact」にて、サンボ世界王者・武田美智子と対戦し引き分け。
- 11月6日、LLPW華激サバイバル2004(大阪・いきいきランド交野)でteamOK提供試合、ザ・ブラディー＆ファング鈴木対おばっち飯塚＆武藤裕代。ブラディーがブラディーEXで武藤から勝利。
- 12月12日、全日本女子(神奈川・川崎市体育館)『ザ・ベストタッグトーナメント’04』にザ・ブラディーと組んで参戦。1回戦でダンプ松本＆サソリと対戦。勝利。
- 12月26日、全日本女子(東京・後楽園ホール)にて『ザ・ベストタッグトーナメント’04』準決勝。堀田祐美子＆華名組に敗れる。

2005年
- 1月3日、全女後楽園にてサソリとシングル。STOで勝利。
- 1月9日、全女桂スタジオにてZAP・Tとシングル。ラリアットで敗れる。
- 1月10日、OZアカデミー神奈川・横浜赤レンガ倉庫１号館において坂井澄江＆藪下めぐみと組みジャガー横田＆デビル雅美＆ライオネス飛鳥組と対戦。デビルのファイアーバレーで藪下が敗北。
- 1月22日、GAEA JAPAN『WILD TIMES』(愛知・名古屋市体育館)において植松寿絵と対戦。丸め込みで敗北。
- 2月13日、LLPW福岡飯塚オートレース場においてイーグル沢井と対戦。ラリアットで敗北。
- 2月19日、全日本女子(東京・お台場スタジオドリームメーカー)にて井上貴子と組み渡辺智子＆ザ・ブラディーと対戦。貴子のバックハンドブローで勝利。
- 2月27日、LLPW後楽園ホール大会においておばっち飯塚と組み神取忍＆井上貴子組と対戦。おばっちが井上のバックハンドブローで敗北。
- 3月12日、GAEA JAPAN『NITRO OVER RUN』(静岡・アクトシティ浜松展示イベントホール)においてザ・ブラディーと組み植松寿絵＆輝優優組と対戦。植松に丸め込みで敗れる。
- 3月13日、GAEA JAPAN『NITRO OVER RUN』(岡山・卸センターオレンジホール)においてザ・ブラディーと組み長与千種＆水村綾菜組と対戦。ファングが長与のスクールボーイで敗れる。
- 3月29日、全女(神奈川・横浜市金沢産業振興センター体育館)にて前村早紀とシングル。STOで勝利。
- 4月17日、WE LOVE SABU興行に参戦。男女混合14人参加のバトルロイヤルでGAMIに次ぐ準優勝。
- 6月12日、ザ・ブラディー、武藤裕代と組んで、カルロス天野、永島千佳世、植松寿絵組と対戦。武藤が天野に敗れる。
- 6月26日、AtoZ DOJO CUPトーナメント3位決定戦において、武藤裕代と組んで、堀田祐美子、華名組と対戦。堀田のタイガードライバーで敗れる。
- 7月18日、FTO『ファイティング☆フェスタ三重』(大分・大原総合体育館)においてザ・ブラディーと組みジャガー横田＆デビル雅美組と対戦。ブラディーがデビルのファイアーバレーで敗れる。
- 7月30日、OZアカデミー『第35回CBC　NAGOYA夏祭り』(愛知・久屋大通り公園特設)において闘牛・空と対戦。STOで勝利。
- 7月31日、OZアカデミー『第35回CBC　NAGOYA夏祭り』(愛知・久屋大通り公園特設)において植松寿絵と対戦。切り返しで敗北。
- 8月23日、T-1グランプリにおいて、シェイド・ブレイカーズ対T-1マスク、T-2マスク組の試合で、イス攻撃がブラディーに誤爆しブラディーがT-1のタイガー・スープレックスに敗れる。
- 8月28日、JDスター『格闘美～Festa』(新木場1stRING)において秋山恵のアストレス卒業スペシャルシングルマッチにて対戦。ラリアットからのフォールで勝利。
- 9月4日、GAMI自主興行『GAMI LIBREⅡ～宴～』(台東区・東京キネマ倶楽部)に参戦。GAMIと対戦。フォール負け。
- 9月17日、JDスター『格闘美～OK FINAL』(新木場1stRING)に参戦。MARUと組み藪下めぐみ＆斎藤啓子組とLSD2005マッチ。３－４で敗れる。
- 10月2日、JWP東京キネマ倶楽部でKAZUKIと対戦。レッグラリアットで敗れる。
- 10月8日、LLPW大川木工祭り大会(福岡・大川市民体育館)参戦。ザ・ブラディーとシングルで対戦しウラカンラナで敗北。
- 10月9日、LLPW『華激シャウト2005』(大分・佐伯市蒲江Ｂ＆Ｇ海洋センター)においておばっち飯塚と対戦。STOで勝利。
- 10月10日、LLPW『華激シャウト2005』(大分・佐伯市民体育館)において沖野小百合と対戦。とび付き回転エビ固めで敗北。
- 10月23日、JWP道場マッチにおいて『食欲の秋スペシャル！6人タッグマッチ～ザ・ブラディー＆ファング鈴木引退ロード番外編』として春山香代子＆KAZUKIと組み倉垣翼＆ECO＆ザ・ブラディー組と対戦。ブラディーの裏拳で敗れる。
- 11月5日、JDスター『格闘美～Dreamer』(新木場1stRING)においてGAMIと対戦。ラリアットで敗れる。
- 11月12日、JDスター『格闘美～Dreamer』(新木場1stRING)においてGAMIと組みザ・ブラディー＆闘牛・空と対戦。GAMIがブラディーから勝利。
- 11月27日、JDスター『格闘美～Dreamer』(新木場1stRING)においてGAMIと組み阿部幸江＆藪下めぐみ組と対戦。STOで藪下から勝利。
- 12月10日、JDスター『格闘美～Dreamer』(新木場1stRING)においてGAMIと組み阿部幸江＆風香組と対戦。ファングのSTOからGAMIが風香を抑えて勝利。
- 12月17日、「格闘美 〜Dreamer〜」において、阿部幸江の要求に応える形でTWF世界タッグ王座決定戦をGAMI、ファング鈴木組（最後っぺ）対ザ・ブラディー、阿部幸江組で戦う。GAMIが阿部を抑えGAMI＆ファング鈴木組が第26代王者となる。
- 12月18日、JWP東京キネマ倶楽部において『ザ・ブラディー＆ファング鈴木引退ロード番外編』としてザ・ブラディー＆宮崎有妃と組みジャガー横田＆KAZUKI＆松尾永遠と対戦。ブラディーがKAZUKIのスクールボーイで敗れる。
- 12月25日、NEO女子プロレス・板橋グリーンホール大会において、アイアンマンバトルロイヤルに参加。
- 12月27日、桜花由美の要求に応え最後っぺ対ザ・ブラディー、桜花由美組でTWF世界王座を賭けて戦う。
- 12月28日、東京・新木場1stRING「Tommy20周年記念イベント」において、ザ・ブラディーと組んで、阿部幸江、KAZUKI組と対戦。ファング組が敗れる。
- 12月31日、ザ・ブラディーと共に引退。引退試合はザ・ブラディー、ファング鈴木組対尾崎魔弓、ダイナマイト・関西組のLSDルール。

2006年
- 7月30日、愛知県名古屋市・久屋大通公園「第36回CBC NAGOYA夏祭りダイコク電機「ストリートファイト2006」OzアカデミーSUMMER WAR（7月29日・30日開催）」の豊田真奈美対闘牛・空の試合中、空にザ・ブラディーと共に強引に連れ出され豊田への攻撃に参加させられる。

2016年
- 4月3日、Jd’生誕20周年～同窓会だよ全員集合～（東京・新木場１ｓｔＲＩＮＧ）に参加。第2試合のOGだらけの時間差バトルロイヤルに参戦。[1]

- 10月1日、【Ｊｄ’生誕２０周年記念ツアー～ジャガー横田４０周年への道ｉｎ浜松】を開催。[2]自らもOGとして第0試合に参戦。

2017年
- 2月19日、ジャガー横田40周年への道in大阪（大阪・世界館）でOGとして第0試合に参戦。[3]
- 9月10日、KAZUKI＆藪下めぐみデビュー20周年大会(新木場1stRING)に参加。ファング鈴木withザ・ブラディー対おばっち飯塚with阿部幸江で対戦。ファングの勝利。

2018年
- 5月13日、Jd’同窓会2018～押忍！NOBUKANE~元Jd’事務局長信包一彦応援大会(新木場1stRING)においてライオネス飛鳥with元裁恐軍トークショーに登場。

2021年
- 4月11日、東京・板橋グリーンホール『Jd’同窓会　ジャガー横田45周年の道～ジャガーがんばります!!』に発起人として参加。[4][5]
- 浜松市で6月に結成されたNPO法人「プロレスで浜松を元気にする会」の副理事長を務める[6]。

## 戦績
| 総合格闘技 戦績 | 総合格闘技 戦績 | 総合格闘技 戦績 | 総合格闘技 戦績 | 総合格闘技 戦績 | 総合格闘技 戦績 | 総合格闘技 戦績 |
| --------------- | --------------- | --------------- | --------------- | --------------- | --------------- | --------------- |
| 1 試合          | (T)KO           | 一本            | 判定            | その他          | 引き分け        | 無効試合        |
| 0 勝            | 0               | 0               | 0               | 0               | 1               | 0               |
| 0 敗            | 0               | 0               | 0               | 0               | 1               | 0               |

| 勝敗 | 対戦相手   | 試合結果          | 大会名      | 開催年月日    |
| △    | 武田美智子 | 5分2R終了 判定1-1 | Love Impact | 2004年8月29日 |

## 得意技
- FJボム

スーパーボムと同型。
- ライガーボム
- チョークスラム
- ラリアット

## タイトル歴
- クイーン・オブ・ザ・リング王座
- AWF世界女子王座
- TWF世界タッグ王座
- アイアンマンヘビーメタル級王座

## 入場テーマ曲
- ハートブレイカー（パット・ベネター）
- Space Eater（ガンマ・レイ）